# Puzzleball

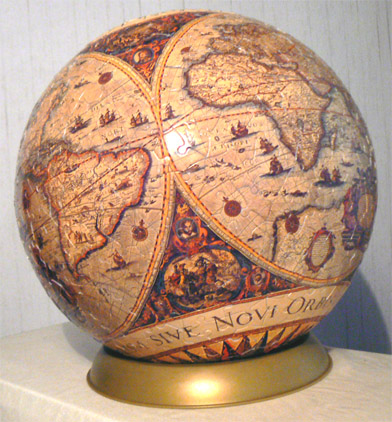
Ein Puzzleball mit historisiertem Globus-Aufdruck

Der Puzzleball ist ein dreidimensionales Puzzlespiel. Die Teile werden nicht wie beim herkömmlichen Puzzlespiel nebeneinander in einer Ebene gelegt, sondern sie bilden zusammengesetzt eine Kugelfläche. Damit diese stabil ist, sind die Teile aus hartem Kunststoff und leicht gekrümmt, während herkömmliche Puzzles meist aus gestanzter Pappe sind und aus planaren Teilen bestehen. Andere Konstruktionen benutzen eine innere Kugel, welche die Teile trägt, oder auch eine innere Metallkugel und magnetische Puzzleteile. Die Innenseite der Kugel weist unter Umständen eine Nummerierung zur vereinfachten Lösung auf.
Auch das Logo der Wikipedia stellt einen stilisierten Puzzleball dar.

## Varianten

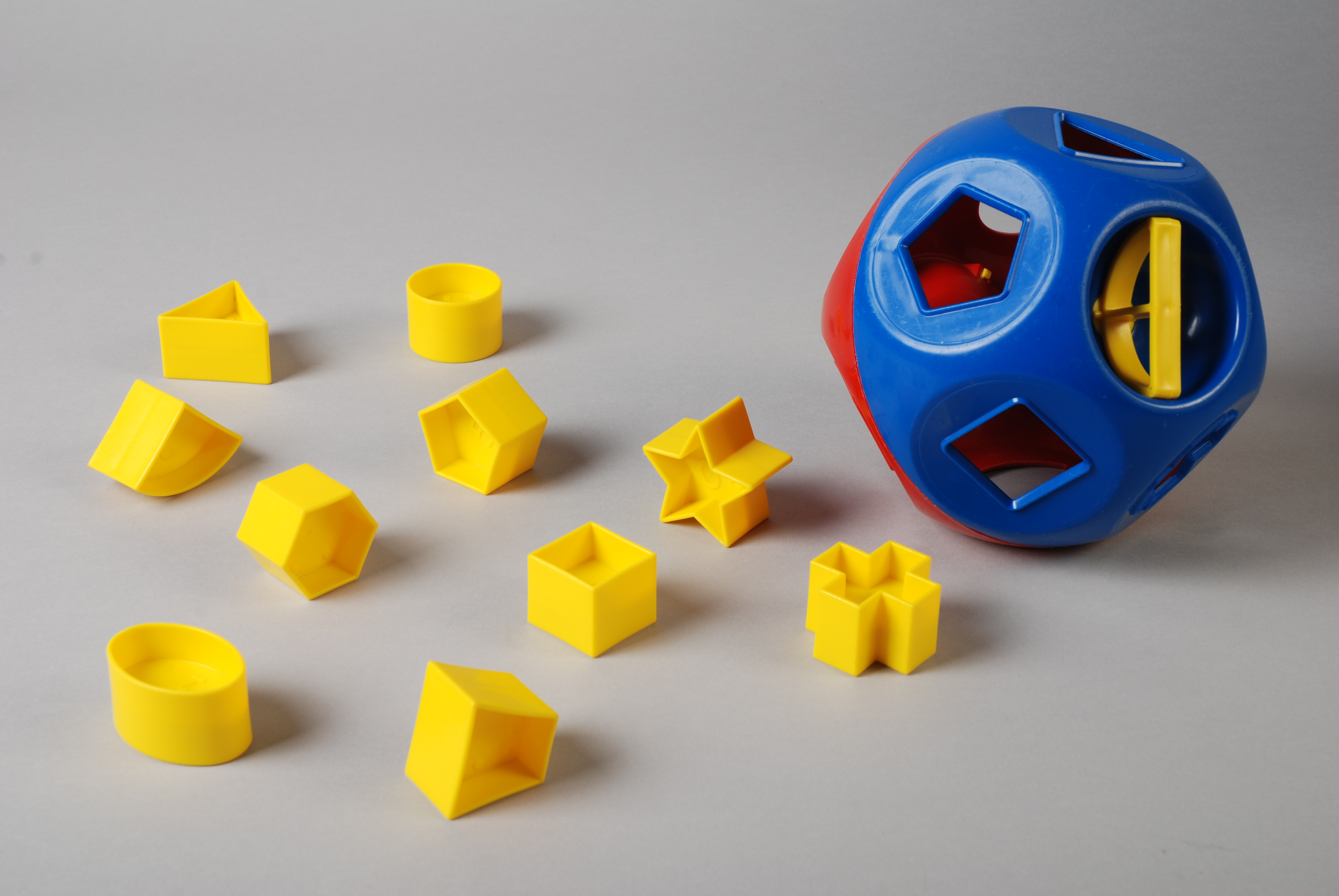
Puzzleball für Kleinkinder von Tupperware (1970er Jahre)

Es wird auch ein Puzzleball als Erdglobus angeboten. Kleine Puzzlebälle sind z. B. als die WM-Bälle der letzten 9 Fußballweltmeisterschaften oder als Weihnachts-Puzzlebälle erhältlich.
Um das Puzzeln zu erleichtern, befindet sich bei einigen Modellen auf der Rückseite eines jeden Plastikteils eine Nummer mit Richtungspfeil, anhand derer die richtige Anordnung ersichtlich ist. Außerdem zeigt die Anleitung nicht nur eine Skizze von einem halbfertigen Ball, sondern auch ein Bild, an dem die Seiten „Oben“, „Mitte“ und „Unten“ aufgeklappt sind, um nach Bild puzzeln zu können.
Die Präsentation eines fertigen Balls kann mittels einer mitgelieferten Ständerschale erfolgen, oder auch durch magnetische Aufhänger: Dieses Zubehörset besteht aus zwei magnetischen Bauteilen. Eines wird vor dem Einsetzen der letzten Puzzleteile im Innern angebracht, das zweite dann außen. Das Ganze kann nun an einer Schnur aufgehängt werden, in einer anderen Variante auch an einem Tischständer.
Für Kleinkinder wurden darüber hinaus Puzzlebälle aus Kunststoff angeboten, in die passende Formen eingefügt werden können, während ihre äußere Form stabil bleibt. Durch einen Zug an dem gelben Griff, öffnet sich der Ball entlang der Mittelachse und gibt die eingesteckten Teile wieder frei.